# Czesław Bezdziecki
Czesław Bezdziecki (ur. 20 sierpnia 1919 w Suwałkach, zm. 6 lutego 1970 w Gorzowie Wlkp.) – Przewodniczący Prezydium Miejskiej Rady Narodowej, Prezydent Gorzowa Wielkopolskiego w latach 1954–1956.
Urodził się 20 sierpnia 1919 r. w Suwałkach. Ukończył 7-klasową szkołę podstawową, następnie pracował jako robotnik w Zakładach Wyrobów Lnianych, 4 grudnia 1939 wywieziony na roboty przymusowe do Niemiec i do 16 marca 1945 r., pracował w Pillau (Piława) w Prusach Wschodnich; od maja 1945 do 30 października 1946 – w Służbie Ochrony Kolei na stacji Cimochy, w 1947 przyjechał do Gorzowa, gdzie ożenił się, najpierw podjął pracę jako zaprzysiężony wagowy w Polskich Zakładach Zbożowych, a następnie jako aparatowy w GZWS „Stilon”; od sierpnia 1949 członek PZPR, 6 sierpnia 1952 został dokooptowany do składu MRN i wybrany zastępcą przewodniczącego Prezydium Miejskiej Rady Narodowej; 31 sierpnia 1954 awansował na przewodniczącego, po wyborach z 5 grudnia 1954 – ponownie wybrany; niekompetentny i słabego charakteru, ale to na jego kadencję przypada ożywienie kulturalne miasta; 22 września 1956 r. jeszcze przed „Październikiem 1956” złożył rezygnację; został następnie kierownikiem jednego z ADM-ów; był pierwszym z powojennych „ojców miasta”, który po odejściu z magistratu został w mieście i jedynym, który jest pochowany w Gorzowie na cmentarzu komunalnym przy ul. Żwirowej. Zmarł 6 lutego 1970 r. w Gorzowie.